# Ozodicera longimana
Ozodicera longimana är en tvåvingeart som först beskrevs av Fabricius 1805.  Ozodicera longimana ingår i släktet Ozodicera och familjen storharkrankar. Inga underarter finns listade i Catalogue of Life.